# Tex Irvin
Cecil Paul “Tex” Irvin (* 9. Oktober 1906 in De Leon, Texas; † 11. Februar 1978 ebenda), weiterer Spitzname: “Honk”, war ein US-amerikanischer American-Football-Spieler. Er spielte als Guard, Offensive Tackle, Fullback und Defensive Tackle in der National Football League (NFL) bei den Providence Steam Roller und den New York Giants.

## Spielerlaufbahn

### Collegekarriere
Tex Irvin besuchte während seiner Jugend verschiedene Schulen. Sein Vater arbeitete bei einer Eisenbahngesellschaft und die Familie war immer wieder gezwungen den Wohnort zu wechseln. Bereits in seiner Jugend spielte er American Football. Im Jahr 1926 wechselte Irvin an das Schreiner College in Kerrville. Auch für die Mannschaft seines Colleges spielte er Football. Cecil Irvin blieb in diesem Jahr mit seinem Team ungeschlagen. Nach nur einem Jahr in Kerrville wurde ihm ein Stipendium vom Davis-Elkins College angeboten. Irvin nahm das Angebot an und spielte für das College aus West Virginia als Tackle und Fullback American Football. Im Jahr 1929 wurde er zum All American gewählt. Nach seinem Studienabschluss im Jahr 1931 wurde er Profispieler.

### Profikarriere
1931 spielte Irvin für ein Jahr für die Providence Steam Roller. Nachdem diese aufgrund finanzieller Probleme den Spielbetrieb einstellen mussten, wechselte Irvin im Jahr 1932 zu den von Steve Owen trainierten New York Giants. Die Mannschaft um die Spitzenspieler Ray Flaherty und Ken Strong zog im Jahr 1933 in das NFL-Endspiel gegen die Chicago Bears ein. Die Bears unter ihrem Trainer George Halas hatten ebenfalls zahlreiche All-Pro-Spieler wie William R. Lyman, Red Grange, Bronko Nagurski oder Bill Hewitt in ihren Reihen und waren der amtierende Meister. Erst in der zweiten Halbzeit konnten sich die Bears durchsetzen und gewannen das Endspiel knapp mit 23:21. 1934 stieß Ed Danowski zu dem Team aus New York City und die Giants trafen erneut im Endspiel auf die Mannschaft aus Chicago. Diesmal zeigten sich die Giants als das überlegene Team und sie konnten die Bears mit 30:13 schlagen. Im folgenden Jahr zog Irvin in sein drittes Endspiel ein. Die Giants unterlagen darin den Detroit Lions mit 26:7. Nach dieser Saison beendete Tex Irvin seine Laufbahn.

## Trainerlaufbahn
Nach seiner Spielerlaufbahn kehrte Tex Irvin nach De Leon zurück und arbeitete in der Ölindustrie. Während des Zweiten Weltkriegs war er Footballtrainer bei der US Navy. Nach dem Krieg begab er sich mit seiner Ehefrau erneut zurück in seine Heimatstadt. Irvin ist dort auf dem De Leon City Cemetery beerdigt.